# حادث قطار ماونتن فيو
في 8 يناير 2019، وقع حادث قطار ماونتن فيو باصطدام قطارين للركاب في محطة ماونتن فيو في بريتوريا بجنوب أفريقيا مما أسفر عن مقتل أربعة أشخاص وأصابه أكثر من 620 آخرين.

## الحادث
في تمام الساعة 9:30 من صباح يوم 8 يناير 2019، اصطدم قطاران للركاب في محطة ماونتن فيو، بريتوريا، جنوب أفريقيا. لم يستطع الخبراء من التأكيد على نوعيه الاصطدام هل كان تصادم أمامي أم تصادم خلفي من خلال المعاينة الأولية للحادث. كان يوجد على متن القطارين أكثر من 800 راكب، قتل منهم 4 وأصيب أكثر من 620 كانت أغلبهم إصابات طفيفة ومتوسطة في حين كان إثنين منهم فقط مصابين بإصابات خطيرة تم نقلهم جوا على الفور إلى المستشفى لتلقي العلاج اللازم.
يرجع عدد الإصابات الكثير إلى حصار الركاب داخل الحطام وحدوث تدافع بينهم.

## التحقيق
في نفس اليوم، أعلنت الحكومة عن تشكيل لجنة للتحقيق في سبب الحادث والتي أعلنت فيما بعد أنه بسبب عمليات التخريب وسرقة الكابلات.

## وصلات خارجية
- الحكومة: على الأقل ثلاث وفيات وأكثر من 200 مصاب من حادث قطار ماونتن فيو.
- تقرير اللجنة عن سبب الحادث
- حادث قطار ماونتن فيو